# Správní obvod obce s rozšířenou působností Chotěboř
Správní obvod obce s rozšířenou působností Chotěboř je od 1. ledna 2003 jedním ze tří správních obvodů rozšířené působnosti obcí v okrese Havlíčkův Brod v Kraji Vysočina. Čítá 31 obcí.
Město Chotěboř je zároveň obcí s pověřeným obecním úřadem, přičemž oba správní obvody jsou územně totožné.

## Seznam obcí
Poznámka: Města jsou vyznačena tučně, městyse kurzívou.
- Bezděkov
- Borek
- Čachotín
- Čečkovice
- Dolní Sokolovec
- Heřmanice
- Chotěboř
- Jeřišno
- Jilem
- Jitkov
- Klokočov
- Kraborovice
- Krucemburk
- Lány
- Libice nad Doubravou
- Maleč
- Nejepín
- Nová Ves u Chotěboře
- Oudoleň
- Podmoklany
- Rušinov
- Sedletín
- Slavětín
- Slavíkov
- Sloupno
- Sobíňov
- Uhelná Příbram
- Vepříkov
- Vilémov
- Víska
- Ždírec nad Doubravou

## Obyvatelstvo
| Rok  | Obyv.  | ± %    |
| ---- | ------ | ------ |
| 1869 | 30 799 | —      |
| 1880 | 31 290 | +1,6 % |
| 1890 | 29 833 | −4,7 % |
| 1900 | 29 435 | −1,3 % |
| 1910 | 30 616 | +4 %   |

| Rok  | Obyv.  | ± %     |
| ---- | ------ | ------- |
| 1921 | 29 829 | −2,6 %  |
| 1930 | 27 537 | −7,7 %  |
| 1950 | 23 091 | −16,1 % |
| 1961 | 24 645 | +6,7 %  |
| 1970 | 23 637 | −4,1 %  |

| Rok  | Obyv.  | ± %    |
| ---- | ------ | ------ |
| 1980 | 23 752 | +0,5 % |
| 1991 | 22 333 | −6 %   |
| 2001 | 22 347 | +0,1 % |
| 2011 | 21 850 | −2,2 % |
| 2021 | 20 949 | −4,1 % |